# Rolf-Dieter Klein
Rolf-Dieter Klein (* 1957 in Tettnang) ist ein deutscher Ingenieur und Programmierer, der  Dienstleistungen im Bereich Hardware und Softwareentwicklungen, Simulatoren, 3D-Animation, Mikrocontroller sowie Steuerungen anbietet.

## Leben
Klein besuchte bis 1976 das Montfort-Gymnasium in Tettnang.
1981 machte er seinen Abschluss als Dipl. Ing. der Elektrotechnik an der TU München.
Unter dem  Rufzeichen DM7RDK tritt Klein als Funkamateur auf.
Klein ist der Entwickler des NDR-Klein-Computers und der Wirtschaftssimulation Ports of Call. Ab 1984 moderierte er die Fernsehsendung ComputerTreff des Bayerischen Fernsehens, von der zuerst 26 Folgen im NDR Fernsehen ausgestrahlt wurden und die von 1998 bis 2003 von BR-alpha weitergeführt wurde. Er war auch Co-Moderator und Drehbuchautor der Sendung Einführung in die Mikroelektronik des NDR-Schulfernsehens. Gegenwärtig betreibt er in München ein Multimedia-Studio und bietet beispielsweise auch Software (Apps) zur Schiffssimulation.
Klein hat einige Apps für mobile Geräte entwickelt. Im Jahr 2014 unterstützt Klein die Crowdfunding-Aktion für den Aufbau des Digital Retro Park Museum für digitale Kultur, ein Museum mit alten Computern zum Anfassen.
Klein war von 1992 bis etwa 2002 aktives Mitglied im Mutual UFO Network (MUFON) sowie der MUFON-CES und dort bei der computergestützten Bild- und Videoanalyse tätig. Während dieser Zeit entstanden TV-Beiträge und Artikel, bzw. Buchbeiträge. So war Klein unter anderem in Heinz Rohdes Dokumentarfilm UFOs ... und es gibt sie doch! von 1994 zu sehen. Klein erstellte die Animationen für Heinz Rohdes Fortsetzung Von UFOs entführt? – Begegnungen der vierten Art aus dem Jahr 1996.

## Veröffentlichungen (Auswahl)
- Zusammen mit Josef Pöpsel, Ute Claussen und Jürgen Plate: Computergrafik: Algorithmen und Implementierung. Springer-Verlag, 2013.
- Rechner Modular, Franzis-Verlag, ISBN 3-7723-8721-7.
- Mit HEXMON Programme entwickeln, Franzis-Verlag, ISBN 3-7723-7831-5.
- Die Prozessoren 68000 und 68008, Franzis-Verlag, ISBN 3-7723-7651-7.
- Visual C++ 2008, 2009, Verlag lynda.com.
- Z-80-Applikationsbuch in der Reihe Franzis Computer Praxis.
- Mikrocomputer selbstgebaut und programmiert, Franzis, 1984, ISBN 3-7723-7162-0.
- Was ist Pascal?, Franzis-Verlag, 1982, ISBN 3-7723-7001-2.
- Mikrocomputersysteme. Selbstbau, Programmierung, Anwendung, Franzis-Verlag, ISBN 3-7723-6384-9.